# Adriaan van Royen
Adriaan (o Adrianus) van Royen (Leiden, 11 de noviembre de 1704-ibíd. 28 de febrero de 1779) fue un médico y botánico neerlandés.

## Biografía
Consigue el doctorado en medicina en 1728 en la Universidad de Leiden con una tesis titulada Dissertatio botanico-medica de anatome et œconomia plantarum.
El 27 de junio de 1728, en reunión plenaria de la Royal Society es designado miembro pleno junto a Hans Sloane, Francis Clifton y Johann Kaspar Scheuchzer.
Se convierte en profesor de botánica en la Universidad de Leiden en 1729. Dirige también el Jardín botánico de esta ciudad. Su sobrino, David Van Royen (1727-1799), le sucede en la cátedra de botánica.

## Honores

### Eponimia
Carlos Linneo bautiza en su honor el género botánico Royena (hoy es sin. de Diospyros), en la familia de las Ebenaceae.
Especies
- (Acanthaceae) Lepidagathis royenii Bremek.[1]

- (Apiaceae) Ageomoron royenii (L.) Raf.[2]

- (Apocynaceae) Alyxia royeniana Markgr.[3]

- (Melastomataceae) Catanthera royenii M.P.Nayar[4]

## Obras
- Oratio qua jucunda, utilis et necessaria medicinæ cultoribus commendatur doctrina botanica 1729
- Carmen elegiacum de amoribus et connubiis plantarum (1732)
- Florae Leydensis Prodromus, exhibens plantas quae in horto académico Lugduno-Batavo aluntur 1740
- Oratio de historia morbi, primo et perpetuo therapiæ medicæ fundamento, etc. 1743
- Carmen seculare in natalem ducentesimum Academiae Batavae, etc. 1775

- La abreviatura «Royen» se emplea para indicar a Adriaan van Royen como autoridad en la descripción y clasificación científica de los vegetales.[5]